# Idaea incanata
Idaea incanata là một loài bướm đêm trong họ Geometridae.